# اوپ‌اینده
اوپیند (به هلندی: Opeinde) یک منطقهٔ مسکونی در هلند است که در اسمالینگرلاند واقع شده‌است. اوپیند ۱٬۶۵۶ نفر جمعیت دارد.